# World Tower
La World Tower è un grattacielo situato al 91 di Liverpool Street a Sydney, in Australia. La costruzione è iniziata nel 2001 ed è stata completata nel 2004 per mano della Meriton Apartments, società in mano a Harry Triguboff. Tale costruzione, con i suoi 230 metri in altezza, è stata per breve tempo l'edificio residenziale più alta d'Australia.
La World Tower è composta da 73 piani e 10 sottolivelli, contiene 15 ascensori e 701 appartamenti. Ognuna delle tre sezioni residenziali del palazzo ha la propria piscina, idromassaggio, sauna, palestra, sala giochi e una piccola sala cinematografica privata.
Ai suoi piedi si trova il centro commerciale World Square. La zona è servita da diverse linee di bus e dalla monorotaia di Sydney.